# Tricimba aberrans
Tricimba aberrans är en tvåvingeart som beskrevs av Ismay 1993. Tricimba aberrans ingår i släktet Tricimba och familjen fritflugor.
Artens utbredningsområde är New South Wales. Inga underarter finns listade i Catalogue of Life.